# Щитники-Кольонія
Щитники-Кольонія (пол. Szczytniki-Kolonia) — село в Польщі, у гміні Прошовиці Прошовицького повіту Малопольського воєводства.
Населення — 202 особи (2011).
У 1975-1998 роках село належало до Краківського воєводства.

## Демографія
Демографічна структура станом на 31 березня 2011 року:
|          | Загалом | Допрацездатний вік | Працездатний вік | Постпрацездатний вік |
| -------- | ------- | ------------------ | ---------------- | -------------------- |
| Чоловіки | 102     | 28                 | 65               | 9                    |
| Жінки    | 100     | 23                 | 55               | 22                   |
| Разом    | 202     | 51                 | 120              | 31                   |